# Bion (műhold)
A Bion (gyári jelzése: 12KSZ) szovjet, majd orosz tudományos műhold, melyet biológiai kísérletekre használtak. Segítségükkel a mikrogravitációs környezet és a kozmikus sugárzás élőlényekre gyakorolt hatását vizsgálták. A Zenyit–2M felderítő műholdon alapuló Bion műholdat a szamarai CSZKB-Progressz vállalat fejlesztette ki és gyártotta. Módosított, továbbfejlesztett változata a Bion–M.

## A Bioszputnyik program
A Szovjetunióban az 1960-as évek közepén kezdődtek el azok a biológiai űrkísérletek, melyek célja a hosszú távú űrutazás során a súlytalanság és a kozmikus sugárzás élő szervezetre gyakorolt hatásának tanulmányozása volt. Az első ilyen űreszközök még a Voszhod űrhajó módosított változatai voltak, melyek fedélzetén különféle állatokat helyeztek el. A bioszputnyik megnevezést az 1966. február 22-én indított Koszmosz–110 műholdra használták, melynek fedélzetén – egyéb biológiai minták, baktériumok, vérsejtek stb. mellett – két kutya, Vetyerok és Ugoljok 22 napos űrutazást hajtott végre. Az űrbiológiai kísérletek koordinálását a Szovjet Tudományos Akadémia Orvosi és Biológiai Problémák Intézete végezte.
Ilyen előzmények után, a kifejezetten űrbiológiai kísérletekhez szánt műhold tervezését az 1970-es évek elején kezdték el a CKBEM tervezőiroda kujbisevi kirendeltségénél (ma: CSZKB-Progressz). A 12KSZ gyári jelzésű űreszköz alapvetően a szintén Kujbisevben kifejlesztett Zenyit–2M felderítő műholdon alapul. Örökölte annak gömb alakú visszatérő modulját, illetve onnan származik a jelentősebb módosításon átesett műszaki modul is.
Az egyes Bion műholdak fedélzetén kísérleti alanyként növényeket, halakat, hüllőket, baktériumokat, különféle sejtmintákat és mikroorganizmusokat, valamint emlősöket (patkányok, egerek, majmok) helyeztek el.
Űrbiológiai kísérletek az egyébként anyagtudományi kutatások céljára készített Foton műholdak több példányánál is szerepeltek a tudományos programban. Emellett a bioszputnyik program részeként az egyes Zenyit felderítő műholdakhoz kapcsolt Nauka modulokkal is végeztek űrbiológiai kísérleteket.

## Jellemzői
Fő részei a gömb alakú visszatérő modul és a műszaki modul a hajtómű-egységgel. A műhold gömb alakú visszatérő moduljának elülső részéhez kapcsolódott a lencse alakú Nauka modul, amelyben további 90 kg-nyi tudományos eszközt lehetett elhelyezni. A Nauka modult a tudományos programokat is végrehajtó Zenyit felderítő műholdakkal együtt és önállóan is indították.

## Bion–M
Több mint másfél évtized után indult újra a Bioszputnyik program, amelyhez azonban már a továbbfejlesztett Bion–M (gyári jelzése: 12KSZM) műholdat használták. Akárcsak a Bion holdakat, a Bion–M-t is a CSZKB-Progressz fejlesztette ki. A Bion–M-nél megtartották a Zenyit–2 felderítő műholdból származó gömb alakú visszatérő egységet, de a kiszolgáló modul már a Jantar felderítő műholdakból származik, amely manőverezőképességet és hosszabb üzemidőt biztosít a műholdnak. Az energiaellátáshoz napelemekkel szerelték fel. A műhold a módosítások nyomán akár hat hónapos repülésre is alkalmas. A műhold 600 km-es pályamagasságot is képes elérni, így a kísérletekhez erősebb kozmikus sugárszint áll rendelkezésre. Az életfenntartó rendszer számára az oxigént nagynyomású tartályokban tárolják. A visszatérő modul olyan akkumulátorral van felszerelve, amely a Földet érés után 24 óráig biztosítja a biológiai kísérletekhez az életfenntartó berendezések működését.

## Indítások
Összesen 11 Bion műholdat indítottak 2013-ig. Ezeket mind Pleszeckből hajtották végre Szojuz–U hordozórakétával. Az első indítást 1973. október 31-én hajtották végre Koszmosz–605 jelzéssel. 1992-ig az összes Bion műholdat Koszmosz jelzéssel indították. Az utolsó alapváltozatú Bion műholdat 1996-ban már a Bion–11 jelzést kapta. 2013-tól a módosított, továbbfejlesztett Bion–M típust használják. A Bion–M1 műholdat a Bajkonuri űrrepülőtérről indították egy Szojuz–2.1a hordozórakétával

### Bion
- Koszmosz–605
- Koszmosz–690
- Koszmosz–782
- Koszmosz–936
- Koszmosz–1129
- Koszmosz–1514
- Koszmosz–1667
- Koszmosz–1887
- Koszmosz–2044
- Koszmosz–2229
- Bion–11

### Bion–M
- Bion–M1